# Saint-Romain-Lachalm
Saint-Romain-Lachalm is een gemeente in het Franse departement Haute-Loire (regio Auvergne-Rhône-Alpes). De plaats maakt deel uit van het arrondissement Yssingeaux. Saint-Romain-Lachalm telde op 1 januari 2022 1.132 inwoners.

## Geografie
De oppervlakte van Saint-Romain-Lachalm bedraagt 19,3 km², de bevolkingsdichtheid is 43,1 inwoners per km².

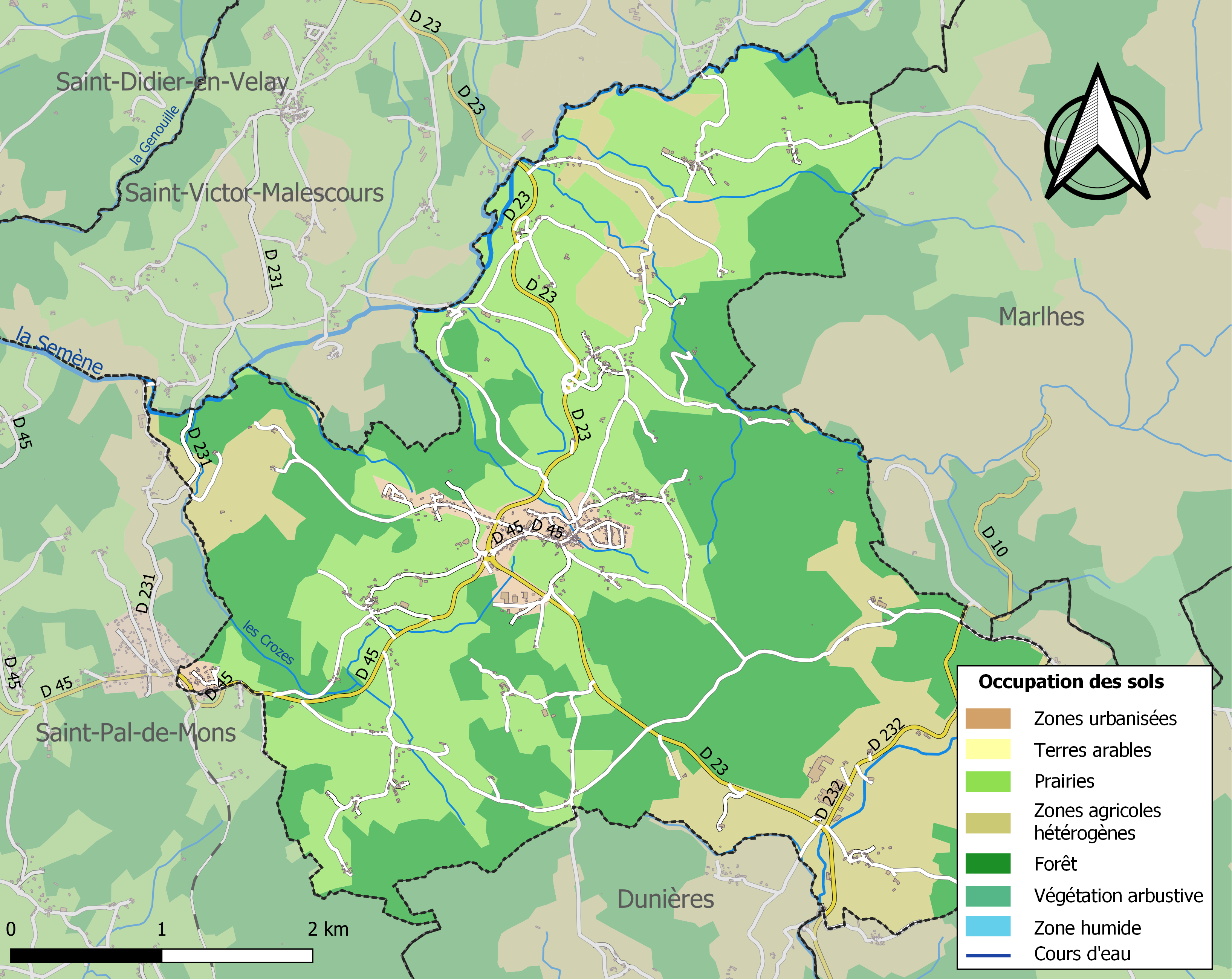
Kaart van de gemeente met de belangrijkste infrastructuur, bodemgebruik en omliggende gemeenten

## Demografie
Onderstaande figuur toont het verloop van het inwonertal (bron: INSEE-tellingen).